# Сумба
Су́мба (каз. Сүмбе) — село у складі Уйгурського району Алматинської області Казахстану. Адміністративний центр Сумбинського сільського округу.
Населення — 3086 осіб (2021; 3545 у 2009, 3436 у 1999, 1671 у 1989).
У радянські часи існувало 3 села — Сумбе, Нове Сумбе та Жанасай.